# C-Note (koncertalbum)
A C-Note Prince és a The New Power Generation koncertalbuma, amely 2004-ben jelent meg (öt szám az albumról már megjelent korábban digitálisan 2003-ban). Stílusát tekintve jazz és több dal is a One Nite Alone… Tour koncertsorozat alatt lett felvéve hangpróbák közben.
A dalok címei nagyrészt a felvétel helye alapján vannak elnevezve. Az album címe egy mozaikszó az első öt szám kezdőbetűiből összeállítva: "Copenhagen", "Nagoya", "Osaka", "Tokyo", és "Empty Room".
A teljes albumot Prince koncert-hangmérnöke Scottie Baldwin vette fel. 
Az első négy dal hangszeres, bár a negyediken Prince hallható, ahogy a "Tokyo" szót ismétli. 
Az album a Madhouse-projekthez hasonlít. Digitális formátumban volt megszerezhető az NPG Music Clubján keresztül. 

## Háttér
Prince akkori rajongói klubja, az NPG Music Club tagsági díja $100 volt, amelyért négy albumot ígért a fizetőnek. Miután kiadta a One Nite Alone…-t és a One Nite Alone… Live!-ot több rajongó is, aki úgy érezte Prince nem teljesítette ez elvárásokat, panaszokat küldtek. Spekulációk alapján az Xpectation és a C-Note ($100-os bankjegyre szleng) albumok voltak Prince reakciója a panaszokra. 

## Számlista

### Eredeti 2003-as kiadás
1. "Copenhagen" – 13:28
2. "Nagoya" – 8:54
3. "Osaka" – 5:28
4. "Tokyo" – 5:04
5. "Empty Room" – 4:02

### 2004-es kiadás/2015 TIDAL
1. "Copenhagen" – 10:07

## Közreműködők
- Prince – hangszerek, ének
- John Blackwell – dobok
- Greg Boyer – harsona
- Candy Dulfer – szaxofon
- Eric Leeds – tenorszaxofon, billentyűk
- Renato Neto – billentyűl
- Maceo Parker – altszaxofon
- Rhonda Smith – basszusgitár
- Dudley D. – Scratching
- Scottie Baldwin – felvételek